# Guillermo Raimundo de Vich y de Vallterra
Guillermo Raimundo de Vich y de Vallterra, född 1460 i Valencia, död 27 juli 1525 i Veroli, var en spansk kardinal och biskop inom Romersk-katolska kyrkan. Han är begraven i Santa Croce in Gerusalemme i Rom.